# 底江戰役
底江戰役，又稱寧平戰役，是第一次印度支那战争期间的一场战役，发生于1951年5月底6月初越南底江流域的河南、南定、宁平市。由武元甲統帥的越軍及在黎掌和中国顾问朱鹤云的指挥下的越南人民军第304师参与战斗。法军最后大勝。但法军统帅让·德·拉特尔·德·塔西尼之子伯纳德·德·拉特尔·德·塔西尼在此次战役中阵亡。 
法軍指揮官塔西尼將軍動員了三個機動小組（機動小組，類似於團）和兩個傘兵營以及一個河流砲兵部隊，陣地的控制權不斷在雙方之間交換，直到6月6日武元甲的補給線被法軍切斷。越軍被迫在6月10日至6月18日之間撤退，將1,000名傷兵遺留給法軍，同時還有造成9,000人傷亡。

## 註腳
1. ↑  Gras, p. 405
2. ↑  Gras, p. 408
3. 1 2 3  Windrow, p. 114-115.
4. 1 2 3  Fall, Street Without Joy, p. 45.
5. ↑  Gras, Histoire de la Guerre d'Indochine, p. 407